# ریتزیهورن
ریتزیهورن (به لاتین: Ritzihorn) یک کوه در سوئیس است که در کانتون وله واقع شده‌است. ریتزیهورن ۲٬۸۹۱ متر بالاتر از سطح دریا واقع شده‌است.